# Muzo
Muzo es un municipio colombiano, localizado en la provincia de occidente del departamento de Boyacá. El municipio es conocido por sus yacimientos esmeraldíferos a nivel mundial. Se encuentra a 170 km de Tunja la capital del departamento y a 90 km de Chiquinquirá la capital de la provincia.

## Toponimia

### Origen lingüístico[3]
- Familia lingüística: Caribe
- Lengua: Muzo / Colima

### Significado
Su nombre viene de la comunidad indígena Muzo, localizada en el occidente de Boyacá, y significa “persona”.

### Origen / Motivación
Muzo nombra la comunidad indígena que habitó la región en tiempos precolombinos y fue descubierta en la primera mitad del siglo XVI por conquistadores españoles, a quienes opusieron fuerte resistencia.

### Nombres históricos
- Santísima trinidad de los Muzos (1560)

## Historia
El territorio de Muzo antes de la conquista española, estaba habitado por los muzos un grupo perteneciente a la etnia Caribe pueblo belicoso que se asentó en territorio muisca. Se dedicaban a la agricultura; la que realizaban una vez terminaban sus guerras, la minería donde explotaban las minas de esmeralda en forma rudimentaria, las que eran utilizadas como objeto de adorno y trueque entre los clanes. Además de las anteriores actividades, se dedicaban al pillaje que era una forma de apropiarse de aquellos elementos que necesitaban, especialmente asaltaban a su vecinos los muiscas. Para ser conquistados por los españoles, estos debieron afrontar una cruenta guerra de aproximadamente veinte (20) años, al término de los cuales lograron derrotarlos.
Luis Lanchero fue el primer conquistador que entró a someterlos; confiado en su destreza militar pero sin conocer el territorio enemigo hacia el año de 1539: Diego de Martínez fue el segundo que fracaso en el año de 1544. Melchor de Valdés fue el tercer personaje decidido a derrotarlos en el año de 1550. Le siguió Pedro de Ursúa, quien uso la persecución para someterlos, pero sus planes fallaron en 1551. Finalmente Luis Lanchero con el auxilio de Juan de Rivera derrotó y subyugó a los Muzos en el año de 1559.
Luis Lanchero en 1559, sin haber dominado completamente a los Muzos, fundó la Villa de la Santísima Trinidad de los Muzos el 20 de febrero de 1559.

## Geografía
El municipio de Muzo pertenece a la provincia de Occidente del departamento de Boyacá, en las estribaciones de la Cordillera Oriental, presenta una temperatura media de 26 °C y de una precipitación media anual de 3.152. 

### Límites
Muzo está delimitado por los siguientes municipios y al sur con el departamento de Cundinamarca.
| Noroeste: Otanche                        | Norte: San Pablo de Borbur | Nordeste: Maripí (Río Minero) |
| Oeste: Quípama                           |                            | Este: Maripí (Río Cantino)    |
| Suroeste: Quípama Yacopí ( Cundinamarca) | Sur: Paime ( Cundinamarca) | Sureste: Coper                |

## División administrativa
El municipio de Muzo cuenta con las siguientes veredas: Betania, Cuacua, Cuincha, Egidos, Guadualón, Guazo, Isabi, La Cañada, Misucha, Niauza, Paunita, Pedregal, Sabripa, Surata, Tablón y Verdún

## Instituciones educativas
- Institución Educativa Nuestra Señora de la Naval
- Institución Educativa San Marcos
- Institución Educativa Concha Medina de Silva.

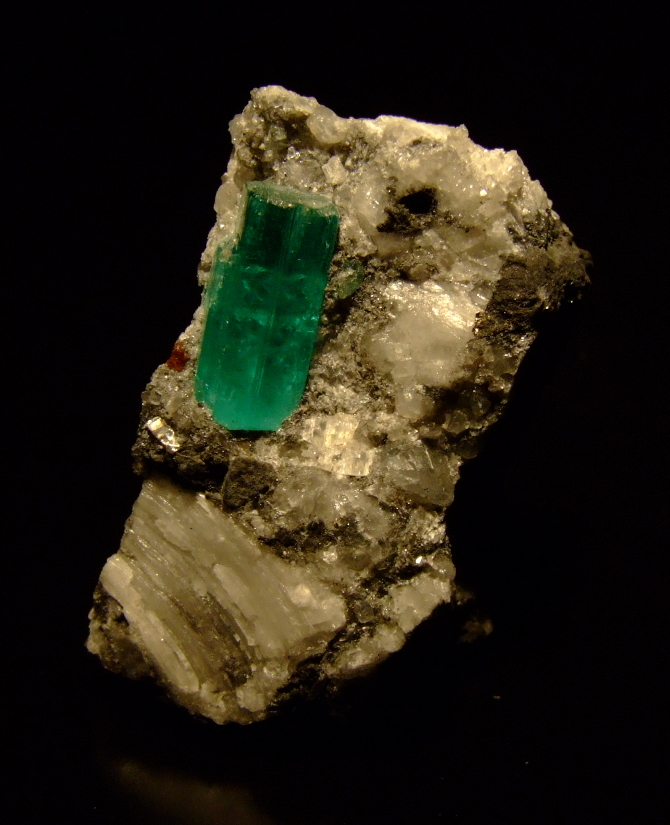
Esmeralda procedente de los yacimientos del municipio de Muzo

## Economía
La economía del municipio gira alrededor de los siguientes renglones:
Minería: Ocupa el primer lugar, dedicándose un 75% de la población activa a la explotación y comercio de las esmeraldas.
Agricultura y ganadería: renglones importantes de la economía con un 25% de la población ocupada, con cultivos de: caña de azúcar, cacao, yuca, aguacate, cítricos, madera y ganado vacuno de doble propósito.
En el sector económico sobresale en primer renglón la explotación y comercialización de las esmeraldas (53%), desarrollándose de manera artesanal; el sector agropecuario 15%, sector formal de la economía 7% y el 25% restante de desempleo. El índice de población activa/población a cargo es de 73,19.

## Movilidad
Para llegar a Muzo, desde Chiquinquirá se va al occidente por la Ruta Nacional 60 hasta los límites de Pauna y Maripí, donde hay una carretera hasta el casco urbano de este último al sur y luego volver al occidente hasta el casco muceño.
En esa última opción se puede llegar desde Ubaté por la Ruta Nacional 45A hasta Simijaca y luego por esta hacia la vía a Buenavista hasta el Alto del Águila a Maripí o bien al cascos urbanos de Buenavista y al territorio de Coper hasta el río Cantino por donde debe ir más al noroeste (Vía veredal Narapay-Paunita) hasta el casco muceño.
También es posible llegar de otros puntos de Cundinamarca desde Guaduas y Caparrapí (Ruta nacional 5008B) por Paime y Yacopí hasta La Victoria y Quipama.
Muzo posee su propio aeropuerto para aviones pequeños.

## Turismo
Los sitios de interés en Muzo son:
- Parroquia de la Santísima Trinidad de los Muzos
- Minas de esmeraldas
- Artesanías
- Naturaleza